# Canal San Bovo
Canal San Bovo är en ort och kommun i provinsen Trento i regionen Trentino-Sydtyrolen i Italien. Kommunen hade 1 468 invånare (2018).